# Theodwin de Liège
Theodwin foi príncipe-bispo de Liège de 1048 a 1075.

## Biografia
Originário da Baviera, Theodwin foi nomeado por Henrique III para suceder a Wazo como bispo de Liège. Em 1049 ele liderou a vitória imperial sobre Dirk IV da Frísia. Em 1050-1051, ele escreveu a Henrique I da França encorajando-o a tomar medidas firmes contra Berengário de Tours.
Em 1066, Theodwin cedeu os direitos da cidade a Huy, a mais antiga carta a sobreviver do que hoje é a Bélgica. Em 23 de março de 1075, o Papa Gregório VII escreveu-lhe reprovando a disciplina clerical frouxa na sua diocese, instando-o a deixar a Abadia de Saint-Hubert sem ser molestado.
Theodwin morreu no dia 23 de junho de 1075 e foi sepultado na igreja colegiada de Huy, que ele havia construído, consagrado e com quinze prebendas.